# Mainxe
Mainxe is een plaats en voormalige gemeente in het Franse departement Charente (regio Nouvelle-Aquitaine) en telt 564 inwoners (2005). De plaats maakt deel uit van het arrondissement Cognac. Mainxe is op 1 januari 2019 gefuseerd met de gemeente Gondeville tot de gemeente Mainxe-Gondeville. 

## Geografie
De oppervlakte van Mainxe bedraagt 10,1 km², de bevolkingsdichtheid is 55,8 inwoners per km².
De onderstaande kaart toont de ligging van Mainxe met de belangrijkste infrastructuur en aangrenzende gemeenten.

## Demografie
Onderstaande figuur toont het verloop van het inwonertal (bron: INSEE-tellingen).